# フォルケ・ベルナドッテ
ヴィスボリ伯爵フォルケ・ベルナドッテ（Folke Bernadotte af Wisborg、1895年1月2日 - 1948年9月17日）は、スウェーデンの外交官。スウェーデン王家であるベルナドッテ家の一員で、オスカル2世の次男オスカル・カール・アウグスト王子の子。グスタフ5世の甥に当たる。

## 来歴
スウェーデンの王位継承法では、君主の許可なく結婚した王族とその子孫は王位継承権と称号を失ったが、オスカル2世の王妃ソフィア（フォルケの父方の祖母に当たる）がルクセンブルク大公アドルフの異母妹であった関係で、1868年以降はルクセンブルク大公からそうしたスウェーデン王族全員に対して「ヴィスボリ（ヴィスビューの城塞群のこと）のベルナドッテ伯」の称号が授けられていた。父オスカル王子は平民の娘エバ・ムンクと貴賤結婚したため、2人の間に生まれた子どもたちには王子王女の称号は与えられなかった。そのためフォルケはベルナドッテ伯として知られている。
最初は近衛騎兵の将校であった。スウェーデン・アメリカ合衆国友好使節としてよくアメリカ合衆国を訪問した。第二次世界大戦中の1943年にスウェーデン赤十字社副総裁、1946年には総裁となった。大戦中は捕虜交換のために活動し、1945年4月ハインリヒ・ヒムラーと会見し、ドイツの休戦・降伏交渉にも関与するが、不成功に終わる。

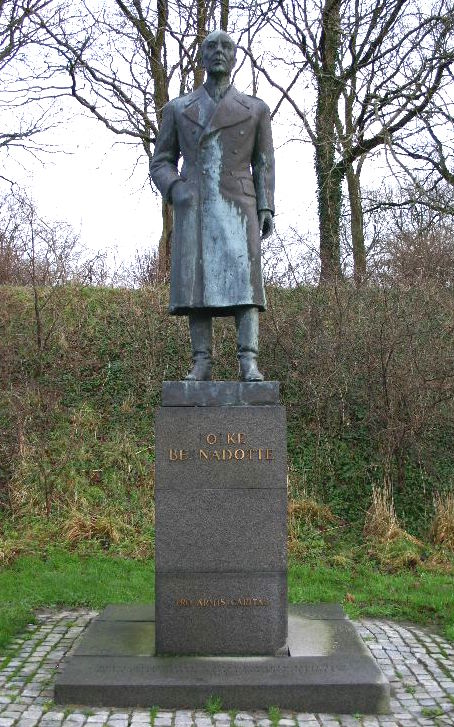
デンマークのクルソーにあるフォルケ・ベルナドッテの記念像

1948年5月20日に国連に請われ、1948年第一次中東戦争を解決するため、国連パレスティナ調停官に任命される。イスラエル政府とアラブとの和平に尽力するが、戦闘中の1948年9月17日、エルサレムで武装シオニストの過激派分子・レヒ（正式名称「イスラエル解放戦士団」）によって国連軍将校とともに射殺された。

## 著書
- The Curtain Falls. A.A.Knopf, 1945
  - 『幕おりぬ—ヨーロッパ終戦秘史　ベルナドット伯手記』衣奈多喜男訳

国際出版、1948年。訳者は朝日新聞欧州特派員
- Instead of arms : autobiographical notes. Bonniers, 1948